# MFK Skalica
MFK Skalica là một câu lạc bộ bóng đá Slovakia, đến từ thị trấn Skalica. Câu lạc bộ được thành lập năm 1920. Câu lạc bộ thi đấu ở DOXXbet liga, giải bóng đá cao thứ hai Slovakia, và thi đấu trên sân Mestský štadión Skalica.

## Lịch sử
- 1920-1945 Thành lập với tên gọi ŠK Skalica
- 1945-1953 Đổi tên thành Sokol Tekla Skalica
- 1953-1963 Đổi tên thành DŠO Tatran Skalica
- 1963-1990 Đổi tên thành TJ ZVL Skalica
- 1990-2006 Đổi tên thành Športový klub ŠK Skalica
- 2006-nay Đổi tên thành MFK Skalica[1]

### Thăng hạng Fortuna Liga
MFK Skalica lên được Fortuna Liga mặc dù thất bại 0-2 trước MFK Zemplín Michalovce trong trận đấu cuối cùng của DOXXbet liga ngày 13 tháng 6 năm 2015 và đội bóng làm bất ngờ mọi người khi về đích thứ 2 và có lần đầu tiên trong lịch sử lên chơi ở giải bóng đá cao nhất Slovakia cũng như MFK Zemplín Michalovce.

## Danh hiệu

### Trong nước
- Giải bóng đá hạng nhì quốc gia Slovakia
  -  Á quân (2): 2014-15 (Thăng hạng), 2017-18
- Cúp bóng đá Slovakia (1961-nay)
  -  Á quân (1): 2016-17

## Tài trợ
| Giai đoạn | Nhà sản xuất trang phục | Nhà tài trợ áo đấu |
| --------- | ----------------------- | ------------------ |
| 2015-nay  | Nike                    | không có           |

## Đội hình hiện tại
Tính đến ngày 11 tháng 3 năm 2019

Ghi chú: Quốc kỳ chỉ đội tuyển quốc gia được xác định rõ trong điều lệ tư cách FIFA. Các cầu thủ có thể giữ hơn một quốc tịch ngoài FIFA.
| Số | VT | Quốc gia     | Cầu thủ          |
| -- | -- | ------------ | ---------------- |
| 6  | HV | Slovakia     | Lukáš Švrček     |
| 7  | TV | Slovakia     | Filip Tomovič    |
| 9  | TV | Slovakia     | Martin Kovaľ     |
| 10 | TV | Slovakia     | Marek Frimmel    |
| 11 | TĐ | Slovakia     | Daniel Šebesta   |
| 13 | HV | Slovakia     | Lukáš Hlavatovič |
| 14 | TV | Cộng hòa Séc | Daniel Pospíšil  |
| 15 | HV | Slovakia     | Tomáš Milota     |
| 16 | TV | Slovakia     | Mário Hollý      |
| 17 | TV | Serbia       | Goran Matić      |

| Số  | VT | Quốc gia     | Cầu thủ                   |
| --- | -- | ------------ | ------------------------- |
| 18  | TV | Slovakia     | Martin Nagy               |
| 19  | TV | Slovakia     | Martin Mášik              |
| 23  | TĐ | Cộng hòa Séc | Roman Haša                |
| 29  | TM | Slovakia     | Vojtech Milošovič         |
| 33  | HV | Serbia       | Mihajilo Popović          |
| 36  | TV | Slovakia     | Filip Blažek              |
| 39  | TM | Slovakia     | Martin Junas              |
| 42  | TV | Slovakia     | Lukáš Opiela (Đội trưởng) |
| TBA | HV | Slovakia     | Michal Ranko              |

### Cho mượn
Ghi chú: Quốc kỳ chỉ đội tuyển quốc gia được xác định rõ trong điều lệ tư cách FIFA. Các cầu thủ có thể giữ hơn một quốc tịch ngoài FIFA.
| Số | VT | Quốc gia | Cầu thủ |
| -- | -- | -------- | ------- |

Về các chuyển nhượng gần đây, xem Danh sách chuyển nhượng bóng đá Slovakia hè 2019.

## Cầu thủ đáng chú ý
Từng thi đấu cho các đội tuyển quốc gia tương ứng. Các cầu thủ có tên in đậm thi đấu cho đội tuyển quốc gia khi thi đấu cho MFK.
- Martin Dobrotka
- Ľuboš Hajdúch
- Ikenna Hilary
- Pavol Majerník
- Juraj Piroska
- Blažej Vaščák

## Ban huấn luyện
| Vị trí                  | Nhân viên         |
| ----------------------- | ----------------- |
| Huấn luyện viên         | Jozef Dojčan      |
| Trợ lý huấn luyện viên  | Pavol Majerník    |
| Huấn luyện viên thủ môn | Andrej Fišan      |
| Quản lý đội bóng        | Stanislav Salajka |
| Bác sĩ                  | Mudr. Ján Maják   |
| Masseur                 | Jozef Hrtús       |
| Quản lý an ninh         | Aleš Biskupič     |

Nguồn: mfkskalica.sk Lưu trữ ngày 2 tháng 1 năm 2017 tại Wayback Machine

## Huấn luyện viên
- Štefan Horný (2012-ngày 30 tháng 6 năm 2015)
- Aleš Křeček (ngày 3 tháng 7 năm 2015 - ngày 28 tháng 10 năm 2015)
- Štefan Horný (ngày 28 tháng 10 năm 2015 - ngày 31 tháng 5 năm 2016)[2]
- Jozef Kostelník (ngày 31 tháng 5 năm 2016-)